# 任河
任河，是中国长江流域汉水水系的一条河流，汇入汉水上游右岸。河长220千米，流域面积4871平方千米，多年平均流量106立方米每秒。自然落差1500米。水能理论蕴藏量26万千瓦。